# Stefano Sensi
Stefano Sensi (Urbino, 5 agosto 1995) è un calciatore italiano, centrocampista svincolato.

## Biografia
Si è sposato il 17 luglio 2021 a Ostuni (provincia di Brindisi) con Giulia Amodio. Dalla loro unione sono nati Ludovica (2022)  e Leonardo (2023).

## Caratteristiche tecniche
È un giocatore brevilineo che ricopre il ruolo di trequartista e può essere anche schierato come mezzala. Le sue doti principali sono il controllo del pallone, la visione di gioco, l'intelligenza tattica e la precisione nei lanci lunghi, ma riesce anche a trovare con frequenza la via del gol. È stato spesso paragonato a Xavi e a Marco Verratti.

## Carriera

### Club

#### Gli inizi, San Marino
Inizia a giocare a calcio a 6 anni nelle giovanili dell'Urbania, squadra del suo paese. Nel 2007 passa alle giovanili del Rimini, dove rimane fino alla mancata iscrizione della società al successivo campionato, avvenuta nel 2010. Rimane in Romagna trasferendosi al Cesena, con il quale arriva a giocare in Primavera nelle stagioni 2011-2012 e 2012-2013.
A luglio 2013 va a giocare in prestito al San Marino, in Lega Pro Prima Divisione, con cui fa il suo esordio nel calcio professionistico l'8 settembre 2013, a 18 anni, giocando titolare nella sconfitta per 2-0 in trasferta contro la Reggiana in campionato. Alla partita successiva, il 15 settembre, realizza la prima rete in carriera, quella del 2-0 definitivo al 94º in casa contro il Como. Alla prima stagione da professionista ottiene 26 presenze e 2 gol.
Il prestito viene confermato anche per la stagione successiva, in cui gioca 33 volte segnando 8 reti, risultando il miglior marcatore della squadra in stagione, conclusa con la retrocessione in Serie D e portando a 59 presenze e 10 gol il computo totale con i sammarinesi.

#### Cesena
Dopo due stagioni in prestito, nell'estate 2015 ritorna al Cesena militante in Serie B. Debutta il 20 agosto, giocando titolare in Coppa Italia nella vittoria per 4-1 in trasferta contro il Catania. Il 3 ottobre segna il primo gol, quello dell'1-0 su rigore al 64º in casa contro il Livorno in campionato. Il 13 gennaio 2016 il Sassuolo ne comunica l'acquisto a titolo definitivo, lasciando contestualmente in prestito al Cesena fino a fine stagione. In bianconero diventa un punto fisso della squadra, collezionando 33 presenze e 4 reti nella stagione chiusa con la qualificazione ai play-off.

#### Sassuolo
Nell'estate 2016 arriva al Sassuolo. Esordisce il 4 agosto nel ritorno del 3º turno di qualificazione di Europa League a Reggio Emilia contro il Lucerna, vinto per 3-0, nel quale subentra al 73º. Esordisce in Serie A il 21 agosto 2016, a 21 anni, giocando titolare nella partita vinta 1-0 in trasferta contro il Palermo. Il 16 ottobre realizza la prima rete, segnando l'1-1 all'83º nella vittoria casalinga per 2-1 contro il Crotone in campionato. Quella è stata l'unica rete da lui realizzata in 16 presenze in campionato (dove ha avuto oltre che concorrenza a centrocampo problemi al bicipite femorale). La stagione successiva (complici nuovi problemi fisici) disputa 17 gare in campionato segnando 2 gol.
Trova un ruolo da protagonista nella sua terza stagione con i neroverdi, con il tecnico Roberto De Zerbi, che lo utilizza in 28 occasioni, nelle quali realizza (ancora una volta) 2 gol.

#### Inter
Il 2 luglio 2019 viene ceduto in prestito oneroso da 5 milioni all'Inter, con opzione di riscatto da 20 milioni. Va a segno al suo esordio con i nerazzurri, il 26 agosto, nella gara vinta 4-0 contro il Lecce alla 1ª giornata di campionato. Il 14 settembre realizza il gol decisivo nella vittoria per 1-0 sull'Udinese. Il 17 settembre esordisce in Champions League, nella partita della fase a gironi contro lo Slavia Praga pareggiata per 1-1. Il 28 settembre stabilisce il suo record personale di gol siglati in una singola stagione in Serie A, tre, segnando la prima marcatura della vittoria per 3-1 sul campo della Sampdoria. Il 6 ottobre, nella sconfitta interna contro la Juventus (1-2), rimedia un infortunio all'adduttore. Una ricaduta ne posticipa il rientro a inizio novembre, quando rileva Vecino nella gara di Champions League contro il Borussia Dortmund (persa 2-3). Dopo questa gara, è vittima di un'altra ricaduta. Torna tra i convocati il 21 dicembre contro il Genoa (4-0), giocando gli ultimi minuti della gara. Il 14 febbraio 2020 è vittima di un nuovo infortunio, questa volta allo scafoide del piede sinistro. Ritorna in campo il 13 giugno, in occasione della partita contro il Napoli, valida per la semifinale di ritorno di Coppa Italia, subentrando nel finale al posto di Eriksen. Successivamente, prima della partita casalinga contro la Sampdoria, rimedia l'ennesimo infortunio muscolare. Torna in campo il 17 agosto, entrando nei minuti finali della semifinale unica di Europa League vinta 5-0 contro lo Šachtar. Al termine della stagione, viene riscattato.
All'inizio della stagione seguente, un problema muscolare rimediato in nazionale lo tiene fuori per un mese e ritorna a giocare da fine novembre. Tuttavia non riesce a ritrovare la continuità, dato che a gennaio un problema al polpaccio gli fa saltare gli ottavi di Coppa Italia, mentre a febbraio si ferma per l'ennesima volta a causa di un affaticamento muscolare. Torna a giocare con l'Inter il 7 aprile in Inter-Sassuolo (2-1) e quattro giorni più tardi parte titolare in Inter-Cagliari (1-0). Il 23 maggio, nel giorno della festa per la vittoria dello scudetto, nel corso del primo di tempo di Inter-Udinese (5-1) esce dal campo per l'ennesimo infortunio, questa volta un risentimento all’adduttore della coscia destra.
Tornato in campo all'inizio del campionato 2021-2022, il 12 settembre si infortuna nuovamente nel corso della partita pareggiata 2-2 contro la Sampdoria, riportando una distrazione al legamento collaterale mediale del ginocchio destro. Il 12 gennaio 2022, pur non giocando, vince il suo secondo trofeo con l'Inter, la Supercoppa italiana, battendo per 2-1 la Juventus dopo i tempi supplementari.

#### Prestiti a Sampdoria e Monza
Il 29 gennaio 2022 viene ceduto in prestito alla Sampdoria. Debutta con i blucerchiati il successivo 6 febbraio contro il Sassuolo, partita in cui mette a referto anche la prima e unica rete con il club.
Tornato all'Inter al termine del prestito, il 2 luglio 2022 si trasferisce al neopromosso Monza con la stessa formula. L'11 settembre segna la sua prima rete con i brianzoli direttamente su calcio di punizione per il gol del momentaneo vantaggio in casa del Lecce. Il 6 novembre 2022 subisce una frattura malleolo-peroneale a seguito di un contrasto con un giocatore del Verona per cui verrà operato tre giorni dopo. In tutto con i brianzoli mette insieme 28 presenze e 3 gol.

#### Ritorni all'Inter e al Monza
Tornato all'Inter alla fine del prestito, prende parte al ritiro pre-campionato dei nerazzurri, venendo confermato per la stagione successiva. A settembre però si procura un altro infortunio, un risentimento muscolare al quadricipite della coscia sinistra. Il 22 gennaio 2024, pur senza scendere in campo nella finale di Supercoppa italiana vinta dai nerazzurri per 1-0 contro il Napoli, conquista un altro trofeo con la maglia nerazzurra. Lungo la stagione, contribuisce alla vittoria del suo secondo scudetto in maglia nerazzurra. Il suo contratto con il club è scaduto ufficialmente al termine della stessa annata.
In estate prende parte alla preparazione del Monza pur da svincolato  venendo ingaggiato ufficialmente l’8 agosto con un contratto annuale. Dopo essere tornato in campo a dicembre, il 9 febbraio 2025 ritrova il gol, andando a segno su calcio di rigore nella sconfitta per 1-5 in casa della Lazio. In questa sua seconda stagione in Brianza, che termina con la retrocessione in Serie B, mette insieme 14 presenze e un gol. Lascia il Monza al termine della stessa annata, alla scadenza naturale del proprio contratto.

### Nazionale

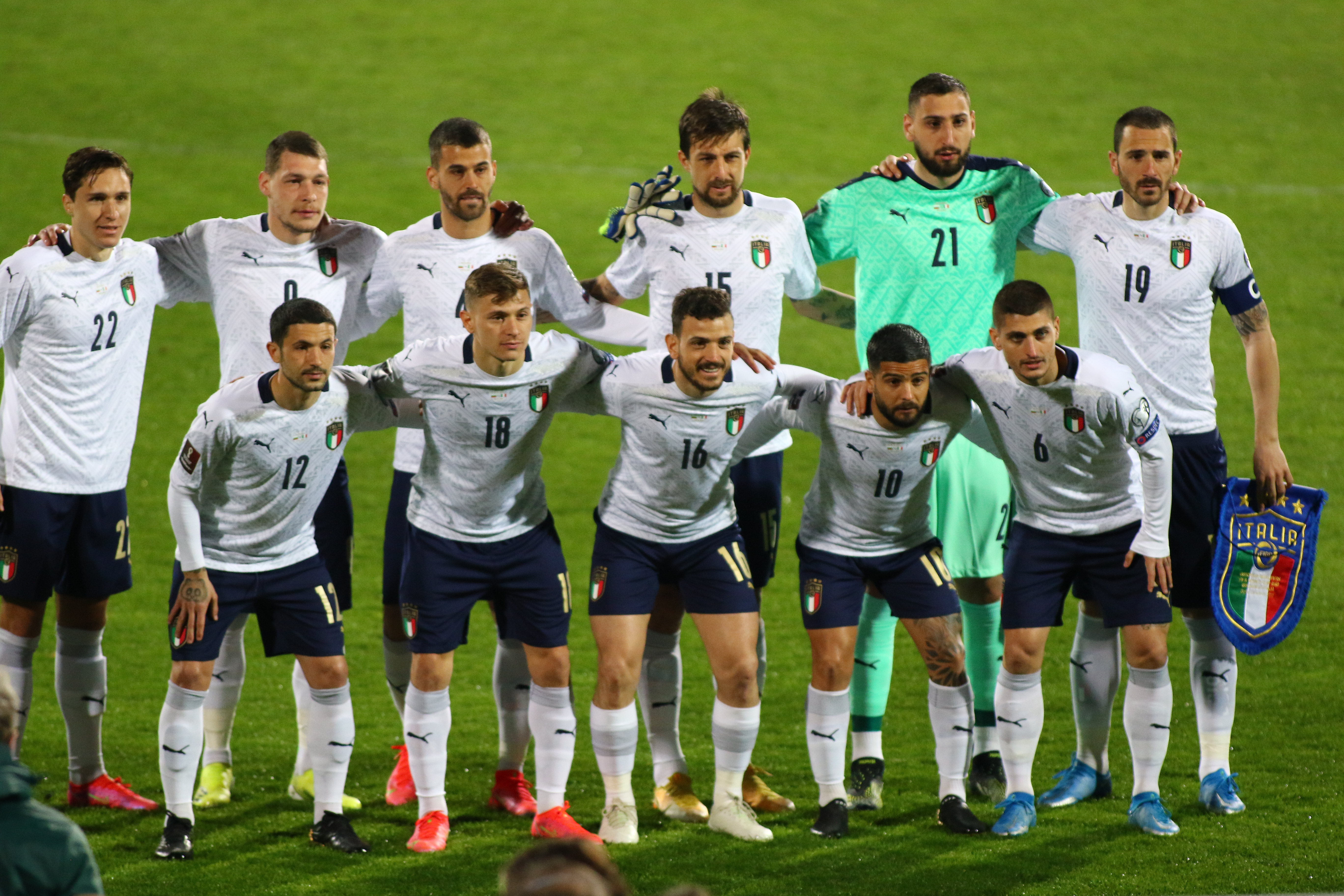
Sensi (accosciato, primo da sinistra) in nazionale nel 2021

Nel 2012 disputa un'amichevole con l'Under-17, mentre nel 2015 gioca tre partite con l'Under-20 nel Torneo Quattro Nazioni.
Nel marzo 2016 viene convocato in Under-21 per le sfide di qualificazione all'Europeo Under-21 contro Irlanda e Andorra, ma non riesce a esordire a causa di un infortunio.
Nel novembre 2018 riceve la sua prima convocazione in nazionale maggiore ad opera del CT Roberto Mancini. Fa il suo esordio il 20 novembre 2018, a 23 anni, giocando titolare nella partita amichevole contro gli Stati Uniti vinta 1-0 a Genk. Il 26 marzo 2019 gioca titolare nella partita valida per le qualificazioni all'Europeo 2020 vinta 6-0 contro il Liechtenstein, in cui realizza il suo primo gol in maglia azzurra. Il 4 settembre 2020 realizza il suo secondo gol in nazionale, nella prima gara della Nations League 2020-2021 terminata 1-1 contro la Bosnia ed Erzegovina. Nonostante l'infortunio riportato in campionato il 23 maggio 2021, la settimana seguente viene confermato nella lista dei 26 convocati definitivi per l'Europeo ma il 3 giugno un risentimento muscolare agli adduttori lo costringe a rinunciare alla manifestazione e viene sostituito da Matteo Pessina.

## Statistiche

### Presenze e reti nei club
Statistiche aggiornate al 24 maggio 2025.
| Stagione          | Squadra           | Campionato        | Campionato | Campionato | Coppe nazionali | Coppe nazionali | Coppe nazionali | Coppe continentali | Coppe continentali | Coppe continentali | Altre coppe | Altre coppe | Altre coppe | Totale | Totale |
| Stagione          | Squadra           | Comp              | Pres       | Reti       | Comp            | Pres            | Reti            | Comp               | Pres               | Reti               | Comp        | Pres        | Reti        | Pres   | Reti   |
| ----------------- | ----------------- | ----------------- | ---------- | ---------- | --------------- | --------------- | --------------- | ------------------ | ------------------ | ------------------ | ----------- | ----------- | ----------- | ------ | ------ |
| 2013-2014         | San Marino        | 1D                | 26         | 2          | CI-LP           | 0               | 0               | -                  | -                  | -                  | -           | -           | -           | 26     | 2      |
| 2014-2015         | San Marino        | LP                | 33         | 8          | CI-LP           | 2               | 1               | -                  | -                  | -                  | -           | -           | -           | 35     | 9      |
| Totale San Marino | Totale San Marino | Totale San Marino | 59         | 10         |                 | 2               | 1               |                    | -                  | -                  |             | -           | -           | 61     | 11     |
| 2015-2016         | Cesena            | B                 | 31+1       | 3+0        | CI              | 1               | 0               | -                  | -                  | -                  | -           | -           | -           | 33     | 3      |
| 2016-2017         | Sassuolo          | A                 | 16         | 1          | CI              | 1               | 0               | UEL                | 2                  | 0                  | -           | -           | -           | 19     | 1      |
| 2017-2018         | Sassuolo          | A                 | 17         | 2          | CI              | 2               | 0               | -                  | -                  | -                  | -           | -           | -           | 19     | 2      |
| 2018-2019         | Sassuolo          | A                 | 28         | 2          | CI              | 2               | 0               | -                  | -                  | -                  | -           | -           | -           | 30     | 2      |
| Totale Sassuolo   | Totale Sassuolo   | Totale Sassuolo   | 61         | 5          |                 | 5               | 0               |                    | 2                  | 0                  |             | -           | -           | 68     | 5      |
| 2019-2020         | Inter             | A                 | 12         | 3          | CI              | 3               | 0               | UCL+UEL            | 3+1                | 0                  | -           | -           | -           | 19     | 3      |
| 2020-2021         | Inter             | A                 | 18         | 0          | CI              | 2               | 0               | UCL                | 1                  | 0                  | -           | -           | -           | 21     | 0      |
| 2021-gen. 2022    | Inter             | A                 | 9          | 0          | CI              | 1               | 1               | UCL                | 2                  | 0                  | SI          | 0           | 0           | 12     | 1      |
| gen.-giu. 2022    | Sampdoria         | A                 | 11         | 1          | CI              | -               | -               | -                  | -                  | -                  | -           | -           | -           | 11     | 1      |
| 2022-2023         | Monza             | A                 | 28         | 3          | CI              | 2               | 0               | -                  | -                  | -                  | -           | -           | -           | 30     | 3      |
| 2023-2024         | Inter             | A                 | 4          | 0          | CI              | 1               | 0               | UCL                | 0                  | 0                  | SI          | 0           | 0           | 5      | 0      |
| Totale Inter      | Totale Inter      | Totale Inter      | 43         | 3          |                 | 7               | 1               |                    | 7                  | 0                  |             | 0           | 0           | 57     | 4      |
| 2024-2025         | Monza             | A                 | 12         | 1          | CI              | 2               | 0               | -                  | -                  | -                  | -           | -           | -           | 14     | 1      |
| Totale Monza      | Totale Monza      | Totale Monza      | 40         | 4          |                 | 4               | 0               |                    | -                  | -                  |             | -           | -           | 44     | 4      |
| Totale carriera   | Totale carriera   | Totale carriera   | 246        | 26         |                 | 19              | 2               |                    | 9                  | 0                  |             | 0           | 0           | 274    | 28     |

### Cronologia presenze e reti in nazionale
| Cronologia completa delle presenze e delle reti in nazionale ― Italia | Cronologia completa delle presenze e delle reti in nazionale ― Italia | Cronologia completa delle presenze e delle reti in nazionale ― Italia | Cronologia completa delle presenze e delle reti in nazionale ― Italia | Cronologia completa delle presenze e delle reti in nazionale ― Italia | Cronologia completa delle presenze e delle reti in nazionale ― Italia | Cronologia completa delle presenze e delle reti in nazionale ― Italia | Cronologia completa delle presenze e delle reti in nazionale ― Italia |
| Data                                                                  | Città                                                                 | In casa                                                               | Risultato                                                             | Ospiti                                                                | Competizione                                                          | Reti                                                                  | Note                                                                  |
| --------------------------------------------------------------------- | --------------------------------------------------------------------- | --------------------------------------------------------------------- | --------------------------------------------------------------------- | --------------------------------------------------------------------- | --------------------------------------------------------------------- | --------------------------------------------------------------------- | --------------------------------------------------------------------- |
| 20-11-2018                                                            | Genk                                                                  | Italia                                                                | 1 – 0                                                                 | Stati Uniti                                                           | Amichevole                                                            | -                                                                     | 58’                                                                   |
| 26-3-2019                                                             | Parma                                                                 | Italia                                                                | 6 – 0                                                                 | Liechtenstein                                                         | Qual. Euro 2020                                                       | 1                                                                     |                                                                       |
| 5-9-2019                                                              | Erevan                                                                | Armenia                                                               | 1 – 3                                                                 | Italia                                                                | Qual. Euro 2020                                                       | -                                                                     | 69’                                                                   |
| 8-9-2019                                                              | Tampere                                                               | Finlandia                                                             | 1 – 2                                                                 | Italia                                                                | Qual. Euro 2020                                                       | -                                                                     |                                                                       |
| 4-9-2020                                                              | Firenze                                                               | Italia                                                                | 1 – 1                                                                 | Bosnia ed Erzegovina                                                  | UEFA Nations League 2020-2021 - 1º turno                              | 1                                                                     |                                                                       |
| 7-10-2020                                                             | Firenze                                                               | Italia                                                                | 6 – 0                                                                 | Moldavia                                                              | Amichevole                                                            | -                                                                     | 68’                                                                   |
| 28-3-2021                                                             | Sofia                                                                 | Bulgaria                                                              | 0 – 2                                                                 | Italia                                                                | Qual. Mondiali 2022                                                   | -                                                                     | 68’                                                                   |
| 31-3-2021                                                             | Vilnius                                                               | Lituania                                                              | 0 – 2                                                                 | Italia                                                                | Qual. Mondiali 2022                                                   | 1                                                                     | 46’                                                                   |
| 29-3-2022                                                             | Konya                                                                 | Turchia                                                               | 2 – 3                                                                 | Italia                                                                | Amichevole                                                            | -                                                                     | 76’                                                                   |
| Totale                                                                |                                                                       | Presenze                                                              | 9                                                                     |                                                                       | Reti                                                                  | 3                                                                     |                                                                       |

## Palmarès

### Club

#### Competizioni nazionali
- Campionato italiano: 2

Inter: 2020-2021, 2023-2024
- Supercoppa italiana: 2

Inter: 2021, 2023